# Austrian Football League 1990
La Austrian Football League 1990 è stata la 6ª edizione del campionato austriaco di football americano di primo livello, organizzato dalla AFBÖ.
I dati noti sono molto incompleti.

## Squadre partecipanti
| Club                       | Città                    | Stadio | Sponsor ufficiale | Risultato nella stagione |
| -------------------------- | ------------------------ | ------ | ----------------- | ------------------------ |
| Graz Giants                | Graz                     |        |                   |                          |
| Klagenfurt Jets            | Klagenfurt am Wörthersee |        |                   |                          |
| Klosterneuburg Mercenaries | Klosterneuburg           |        |                   |                          |
| Linz Rhinos                | Linz                     |        |                   |                          |
| Salzburg Lions             | Salisburgo               |        |                   |                          |
| Vienna Vikings             | Vienna                   |        |                   |                          |
| Wien Redskins              | Vienna                   |        |                   |                          |

## Stagione regolare

### Incontri
| Vienna 24 marzo 1990 | Vienna Vikings | 35 – 0 | Klagenfurt Jets | Schmelz Sportzentrum |

| Graz 1º aprile 1990 | Graz Giants | 24 – 12 | Vienna Vikings |  |

| Vienna 7 aprile 1990 | Vienna Vikings | 18 – 21 | Salzburg Lions | Schmelz Sportzentrum |

| Vienna 28 aprile 1990 | Vienna Vikings | 27 – 0 | Wien Redskins | Schmelz Sportzentrum |

| 1º maggio 1990 | Wien Redskins | 0 – 47 | Vienna Vikings |  |

| Salisburgo 13 maggio 1990 | Salzburg Lions | 15 – 12 | Vienna Vikings |  |

| Vienna 26 maggio 1990 | Vienna Vikings | 30 – 13 | Graz Giants | Schmelz Sportzentrum |

| Klagenfurt am Wörthersee 2 giugno 1990 | Klagenfurt Jets | 12 – 28 | Vienna Vikings |  |

### Classifica
La classifica della regular season è la seguente:
- PCT = percentuale di vittorie, G = partite giocate, V = partite vinte,  P = partite perse, PF = punti fatti, PS = punti subiti

| Pos. | Squadra                    | PCT  | G | V | N | P | PF  | PS |
| ---- | -------------------------- | ---- | - | - | - | - | --- | -- |
| ?    | Graz Giants                | .750 | 8 | 6 | 0 | 2 | 233 | 84 |
| ?    | Vienna Vikings             | .625 | 8 | 5 | 0 | 3 | 237 | 85 |
| ?    | Salzburg Lions             | ?    | 8 | ? | ? | ? | ?   | ?  |
| ?    | Klosterneuburg Mercenaries | ?    | 8 | ? | ? | ? | ?   | ?  |
| ?    | Klagenfurt Jets            | ?    | 8 | ? | ? | ? | ?   | ?  |
| ?    | Linz Rhinos                | ?    | 8 | ? | ? | ? | ?   | ?  |
| ?    | Wien Redskins              | ?    | 8 | ? | ? | ? | ?   | ?  |

## Playoff

### Tabellone
|  | Semifinali                 | Semifinali                 | Semifinali                 |                            |             | Austrian Bowl VI | Austrian Bowl VI | Austrian Bowl VI |  |
|  |                            |                            |                            |                            |             |                  |                  |                  |  |
|  | Vienna Vikings             | Vienna Vikings             | 8                          |                            |             |                  |                  |                  |  |
|  | Vienna Vikings             | Vienna Vikings             | 8                          |                            |             |                  |                  |                  |  |
|  | Graz Giants                | Graz Giants                | 28                         |                            |             |                  |                  |                  |  |
|  | Graz Giants                | Graz Giants                | 28                         |                            | Graz Giants | Graz Giants      | 59               |                  |  |
|  |                            |                            |                            |                            | Graz Giants | Graz Giants      | 59               |                  |  |
|  |                            |                            | Klosterneuburg Mercenaries | Klosterneuburg Mercenaries | 7           |                  |                  |                  |  |
|  | Salzburg Lions             | Salzburg Lions             | Klosterneuburg Mercenaries | Klosterneuburg Mercenaries | 7           | p                |                  |                  |  |
|  | Salzburg Lions             | Salzburg Lions             |                            |                            |             |                  |                  |                  |  |
|  | Klosterneuburg Mercenaries | Klosterneuburg Mercenaries | v                          |                            |             |                  |                  |                  |  |

### Semifinali
| Vienna 17 giugno 1990 | Vienna Vikings | 8 – 28 | Graz Giants | Schmelz Sportzentrum |

| 1990 | Salzburg Lions | p – v | Klosterneuburg Mercenaries |  |

### Austrian Bowl VI
| Linz 1º luglio 1990 | Graz Giants | 59 – 7 | Klosterneuburg Mercenaries |  |

## Verdetti
- Graz Giants Campioni dell'Austria 1990